# Ascending to Infinity
Ascending to Infinity es el primer álbum por la banda (aunque el 11º de Rhapsody) Italiana de epic metal sinfónico Luca Turilli's Rhapsody, creada por Luca Turilli después de la separación de Rhapsody of Fire. Fue lanzada el 22 de junio de 2012 por la discográfica Nuclear Blast
A diferencia de Luca Turilli y Luca Turilli's Dreamquest, Luca Turilli's Rhapsody se considera como una parte real de Rhapsody y Ascending to Infinity como el "11º álbum de Rhapsody of Fire", seguido de todos los álbumes anteriores. 

## Lista de canciones
Todas las canciones escritas y compuestas por Luca Turilli, except "Luna" by Romano Musumarra and Giorgio Flavio Pintus. 
| N.º | Título                                                                                                   | Duración              |  |
| 1.  | «Quantum X»                                                                                              | 2:26                  |  |
| 2.  | «Ascending to Infinity»                                                                                  | 6:15                  |  |
| 3.  | «Dante's Inferno»                                                                                        | 4:57                  |  |
| 4.  | «Excalibur»                                                                                              | 8:06                  |  |
| 5.  | «Tormento e Passione»                                                                                    | 4:52                  |  |
| 6.  | «Dark Fate of Atlantis»                                                                                  | 6:30                  |  |
| 7.  | «Luna» (Alessandro Safina cover)                                                                         | 4:16                  |  |
| 8.  | «Clash of the Titans»                                                                                    | 4:15                  |  |
| 9.  | «Of Michael the Archangel and Lucifer's Fall I. "In Profundis" II. "Fatum Mortalis" III. "Ignis Divinus» | 16:02 2:28 12:26 1:08 |  |

| Limited edition bonus track |                                   |                |          |  |
| N.º                         | Título                            | Compositor(es) | Duración |  |
| 10.                         | «March of Time» (Helloween cover) | Kai Hansen     | 5:50     |  |

| N.º | Título                            | Compositor(es) | Duración |  |
| 10. | «March of Time» (Helloween cover) | Kai Hansen     | 5:50     |  |
| 11. | «In the Mirror» (Loudness cover)  | Akira Takasaki | 3:37     |  |

## Miembros
Miembros de la banda
- Alessandro Conti - voz
- Luca Turilli - guitarra, teclado, arreglos orquestales, productor, masterización, idea de portada
- Dominique Leurquin - guitarra
- Patrice Guers - bajo
- Alex Holzwarth - batería

Músicos invitados
- Bridget Fogle, Previn Moore, Matthias Stockinger, Dan Lucas, Johnny Krüger - coros
- Sassy Bernert - voz femenina en las canciones 5, 7 y 9
- Jasen Anthony, Previn Moore, Bridget Fogle - narradores

Producción
- Sebastian 'Basi' Roeder - Mezcla, masterización
- Arnaud Ménard - materización